# Eugene Starikov
Yevgeni Starikov, también conocido como Eugene Starikov (en ruso: Евгений Стариков; nació el 17 de noviembre de 1988) es un exjugador estadounidense de fútbol de ascendencia rusa-ucraniana quien se retiró en el Indy Eleven de Estados Unidos en el 2019.

## Carrera Futbolística

### Primeros años
Starikov nació en Odesa, RSS de Ucrania y creció en Huntington Beach, California donde jugó para Edison High School, San Diego Surf, e Irvine Strikers. El fue transferido a Florida antes de cumplir un año, donde fue el campeón anotador del "Pinellas County" dos veces y llevó a "Palm Harbor University High School Hurricanes" a la victoria en el torneo FHSAA 5A en el 2006. Pasó dos años en Stetson University y jugó una temporada para Bradenton Academics en la USL Premier Development League antes de ser reclutado por el Zenit en la temporada 2009.

### Carrera Internacional
El 7 de enero de 2011, Starikov fue llamado para el Selección de fútbol de los Estados Unidos para un partido amistoso contra Chile.
Starikov jugó a prueba con el Minessota United durante la pretemporada de 2017, en Arizona. «https://www.epluribusloonum.com/2018/8/17/17690680/where-are-they-now-eugene-starikov-minnesota-united-preseason-ny-cosmos-indy-eleven». SBNATION. Consultado el 17 de agosto de 2018.</ref>

## Estadísticas de su carrera

### Club
| Club performance | Club performance     | Club performance      | League | League | Cup  | Cup   | Continental | Continental | Total | Total |
| Season           | Club                 | League                | Apps   | Goals  | Apps | Goals | Apps        | Goals       | Apps  | Goals |
| ---------------- | -------------------- | --------------------- | ------ | ------ | ---- | ----- | ----------- | ----------- | ----- | ----- |
| 2009             | Zenit St. Petersburg | Liga Premier de Rusia | 0      | 0      | 0    | 0     | —           | —           | 0     | 0     |
| 2010             | Tom Tomsk (loan)     | Liga Premier de Rusia | 9      | 1      | 0    | 0     | —           | —           | 9     | 1     |
| 2011–12          | Tom Tomsk (loan)     | Liga Premier de Rusia | 21     | 1      | 2    | 0     | —           | —           | 23    | 1     |
| 2012–13          | Rostov (loan)        | Liga Premier de Rusia | 8      | 2      | 0    | 0     | —           | —           | 0     | 0     |
| 2013–14          | Tom Tomsk (loan)     | Liga Premier de Rusia | 1      | 0      | 0    | 0     | —           | —           | 1     | 0     |
| Total            | Rusia                | Rusia                 | 39     | 4      | 2    | 0     | —           | —           | 41    | 4     |
| Career total     | Career total         | Career total          | 39     | 4      | 2    | 0     | —           | —           | 41    | 4     |